# تشن ليهوا
تشن ليهوا (بالصينية: 陳麗華) (باللغة الصينية المبسطة: 陈丽华؛ وبالصينية التقليدية: 陳麗華؛ من مواليد عام 1941) هي مؤسسة ورئيسة مجموعة فوه الدولية، واحدة من أكبر مطوري العقارات التجارية في بكين. صنفتها مجلتها فوربس في عام 2014 في المرتبة العاشرة كأغنى أغنياء الصين، وأغنى امرأة في الصين، وواحدة من 19 امرأة فقط من أصحاب المليارات في العالم.
في عام 2015 ، تجاوزت رائدة صناعة أعمال الشاشات التي تعمل باللمس، تشو كونفي، تشن كأغنى امرأة في الصين.
تعتبر تشن هي مؤسسة متحف خشب الصندل الأحمر في الصين. كما تشتهر أيضًا أنها واحدة من الدبلوماسيين الثقافيين في الصين.

## حياتها المبكرة
وُلدت تشين ليهوا في عام 1941 في القصر الصيفي في بكين بالصين، وهي إحدى أحفاد عائلة المانشو . كانت سلالة مانشو تشينغ هي السلالة الحاكمة في وقت ولادتها، ولكنها انهارت وأصبحت أسرتها فقيرة.

## الارتفاع من الفقر
أجبر الفقر تشن على ترك المدرسة الثانوية وبدأت أعمال تصليح الأثاث الخاصة بها. في أوائل الثمانينيات، انتقلت تشن إلى هونغ كونغ وواصلت أعمالها لشراء وإعادة بيع الأثاث. كان نشاطها التجاري في هونغ كونغ ناجحًا بما يكفي لأنها جمعت ما يكفي من المال لشراء 12 فيلا.
عادت تشن في أواخر الثمانينات إلى بكين لتوسيع أعمالها العقارية، كما أسّست مجموعة فوه الدولية في أوائل التسعينيات. وعلى الرغم من أن أعمالها التجارية كانت تركز على مجال العقارات، إلا أن الشركة لديها مُشاركة متنوعة في مجالات الزراعة، والسياحة، والإلكترونيات، والضيافة، وإنتاج خشب الصندل الأحمر، إلخ.
سلمت تشن في السنوات الأخيرة الإدارة اليومية لمشاريعها إلى ابنها، مفضلة التركيز على متحفها بدلاً من ذلك.

## المساهمات الثقافية والعمل الخيري
أسست تشن متحف الصين لخشب الصندل الأحمر في عام 1999، حيث استثمرت 20 مليار يوان في ذلك المتحف. يغطي المتحف مساحة 25000 متر مربع. يرج تأسسيها المتحف إلى حبها لخشب الصندل الأحمر من سنوات الطفولة التي قضتها في القصر الصيفي، حيث تصنيع الأثاث من الخشب. كما تبرعت بأعمال خشب الصندل للمتاحف في جميع أنحاء العالم.
تشتهر تشن أيضًا بمسؤوليتها الاجتماعية والعمل الخيري. تبرعت مجموعة فو واه التي أسستها بـ 130 مليون يوان للإغاثة من الكوارث في عام 2005 و 265 مليون يوان في عام 2004.

## حياتها الشخصية
تزوجت تشن من الممثل الصينى تشى تشونغ روى، وأنجبت منه ابن واحد وابنتان. وهي الآن تقيم في متحف صندل الأحمر الصيني.